# 下龙湾
下龙湾（越南语：／）是位于越南东北部，被广宁省下龙市和海防市葛海县所夹的一片面积为1,553平方千米的水域，是聯合國教科文組織世界遺產，也是越南廣寧省的熱門旅遊目的地。

## 地理
包括1,960~2,000個小島，其中大部分是石灰岩島嶼。核心面積為334平方公里，擁有775個小島。下龍灣的石灰岩在不同的條件和環境下經歷了5億年的形成，在熱帶潮濕氣候的影響下，這個海灣的岩溶演化歷時2000萬年。該地區環境的地理多樣性創造了生物多樣性，是14種特有植物和60種特有動物的家園。1994年，下龍灣核心區根據標準七被聯合國教科文組織列入世界遺產名錄。

## 地質
下龍灣及其鄰近地區是中越複合地體的一部分，其發展歷史從前寒武纪至今。在顯生宙期間，陸源、火山和石質碳酸鹽沉積物含有豐富的筆石、腕足動物、魚類、珊瑚、有孔蟲、放射蟲、雙殼類和植物群，它們之間有10個地層間隙，但泥盆系和石炭系之間的邊界被認為是連續。中新世以來，海灣石灰岩岩溶地貌發育，特別是錐形峰叢、喀斯特峰林，有許多古老的岩溶洞、海蝕洞遺跡，形成了世界上獨一無二的壯麗的海蝕岩溶地貌。潮間帶沉積層、表面平坦的上層海床保存著古老的河流、洞穴系統及其沉積物、形成獨特缺口的古代海洋活動痕跡、海灘和海洋階地、紅樹林沼澤是判斷下龍灣形成時間和過程的重要證據。
下龍灣的喀斯特地貌對地貌科學具有重要意義。峰林塔岩溶是下龍灣大部分地區存在的類型，是石灰岩景觀發展的最極端形式。如果將這些喀斯特地貌的高度、陡峭程度和石灰岩塔的數量進行廣泛比較，下龍灣可能在全世界僅次於中國陽朔。然而下龍灣也被海水入侵，因此其石灰岩島嶼的地貌至少部分是海洋侵蝕的結果。海洋入侵使下龍灣與眾不同，並使其在世界上獨一無二。地球上還有其他被海水入侵的淹沒岩溶塔區，但沒有一個像下龍灣那樣廣泛。

## 文化
下龍灣人口約1,540人，居民大多生活在由輪胎和塑料壺支撐的小船和木筏上，以方便捕魚和養殖。魚需要每隔一天餵一次長達三年，最終以每公斤高達300,000越南盾的價格賣給當地的海鮮餐館。今天，由於新的旅遊業務，下龍灣居民的生活有了很大改善。下龍灣周圍漂浮村莊的居民現在為遊客提供出租臥室、乘船遊覽和新鮮海鮮餐點。雖然這是一種與世隔絕、背負重擔的生活方式，但對於其他下龍灣島嶼的居民來說，漂浮的村莊居民被認為是富有的。

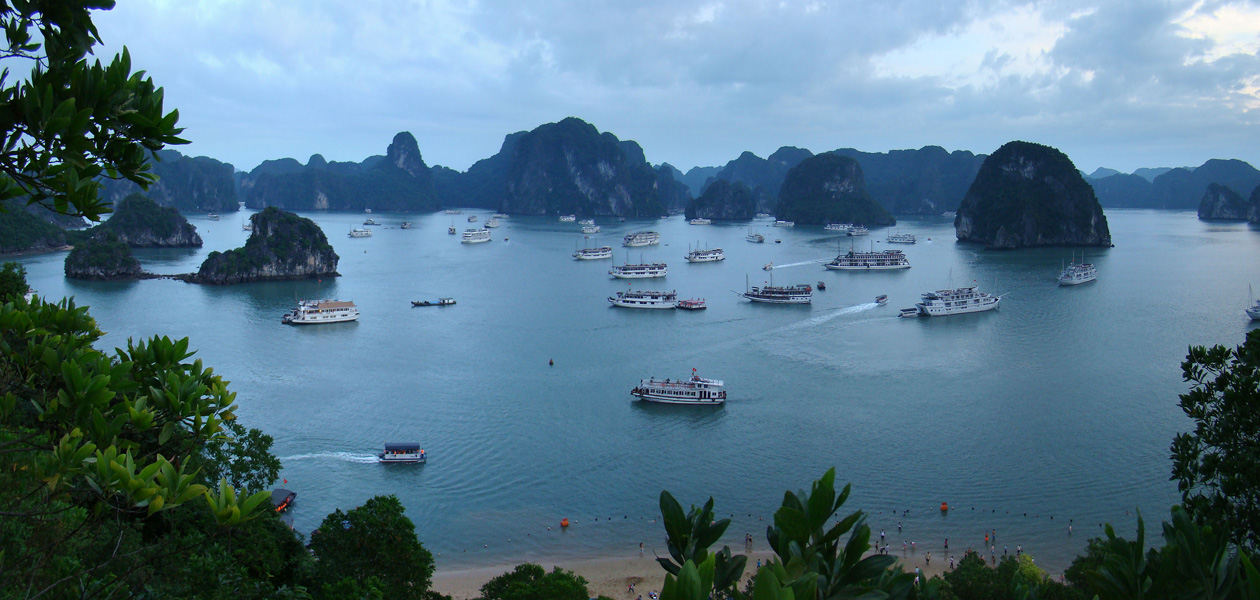
Hạ Long Bay 托夫島
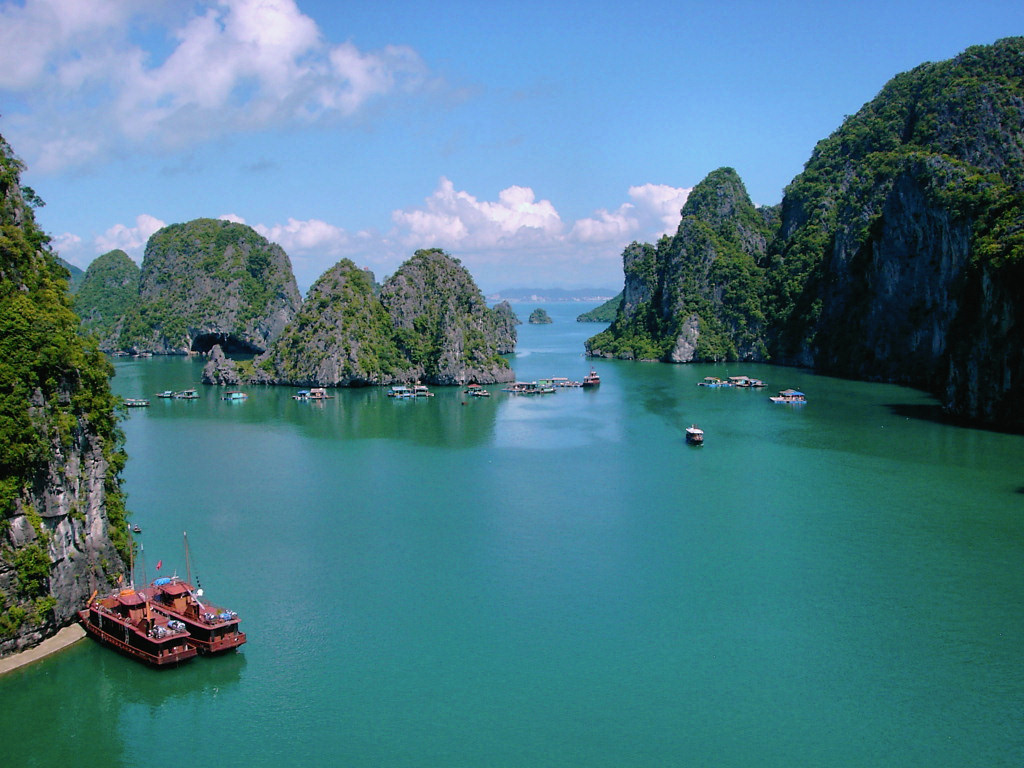
下龍灣
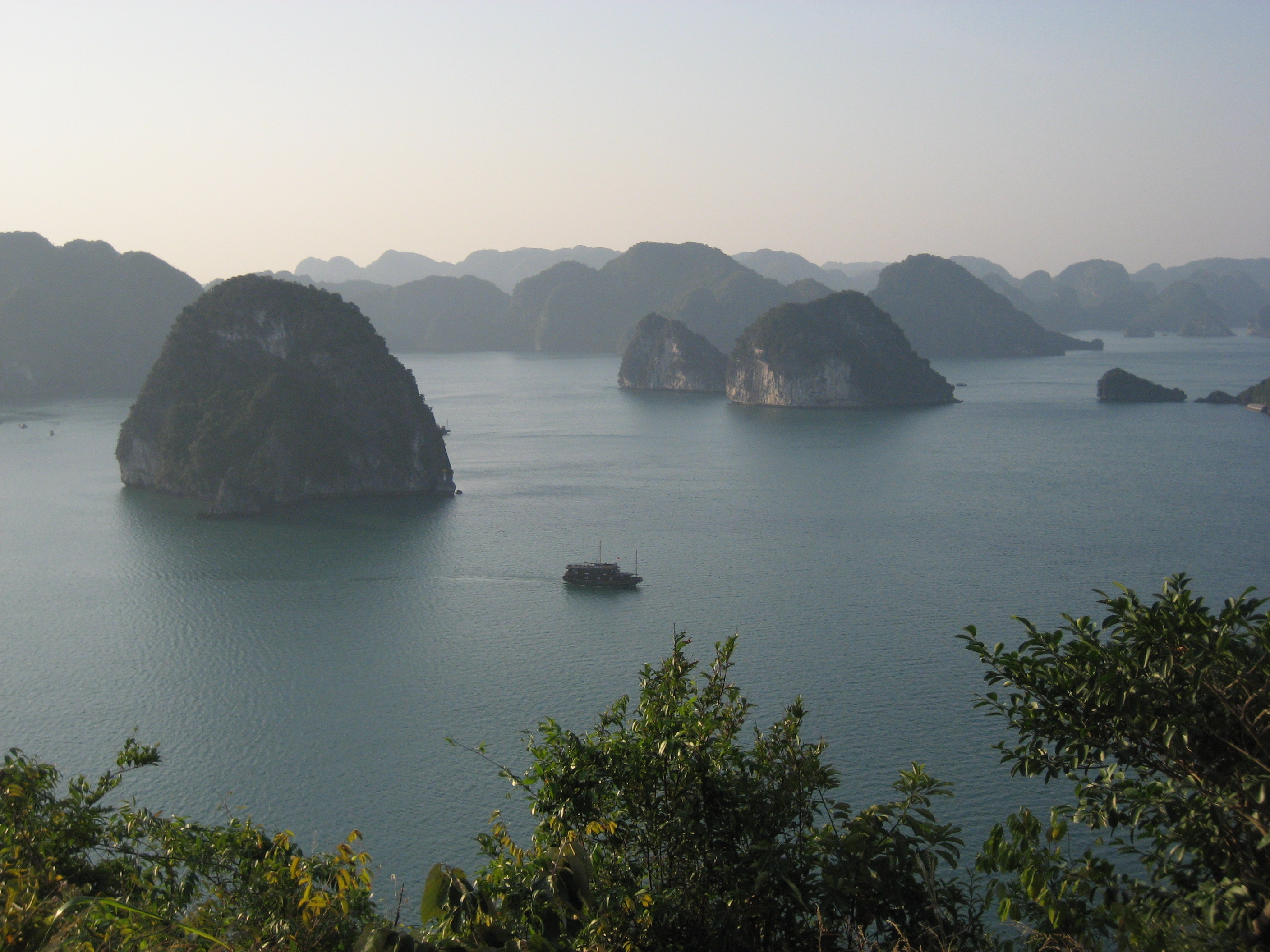
從天堂(基托夫)島看下龍灣
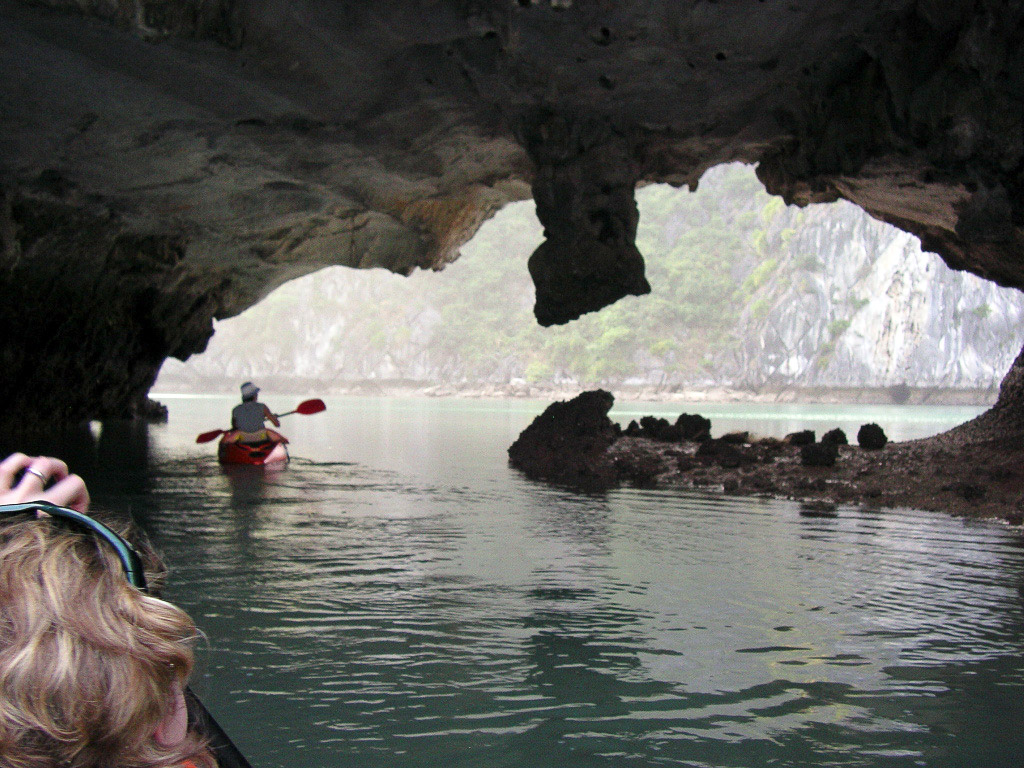
在卡巴島的一個洞內划獨木舟
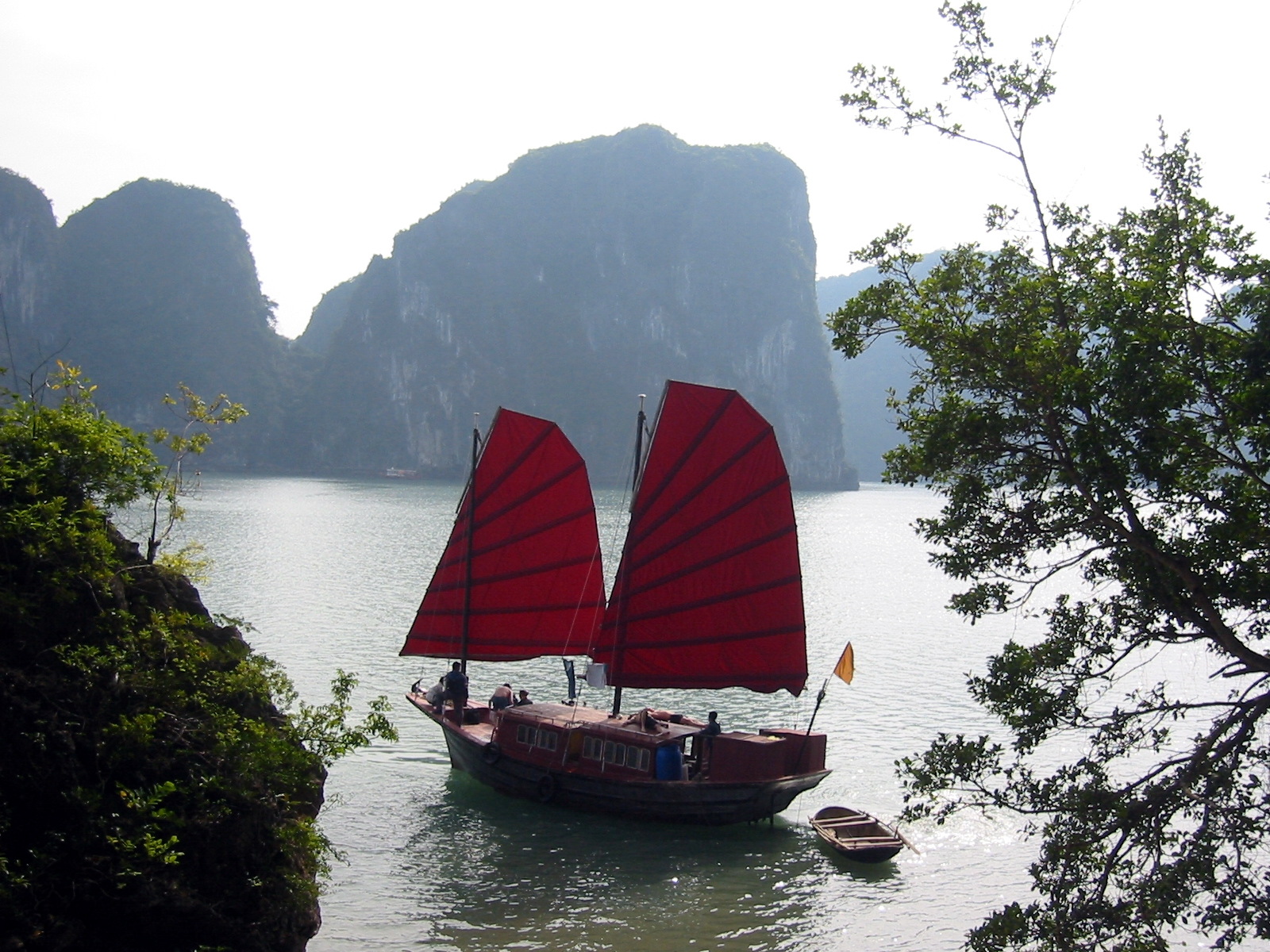
下龍灣
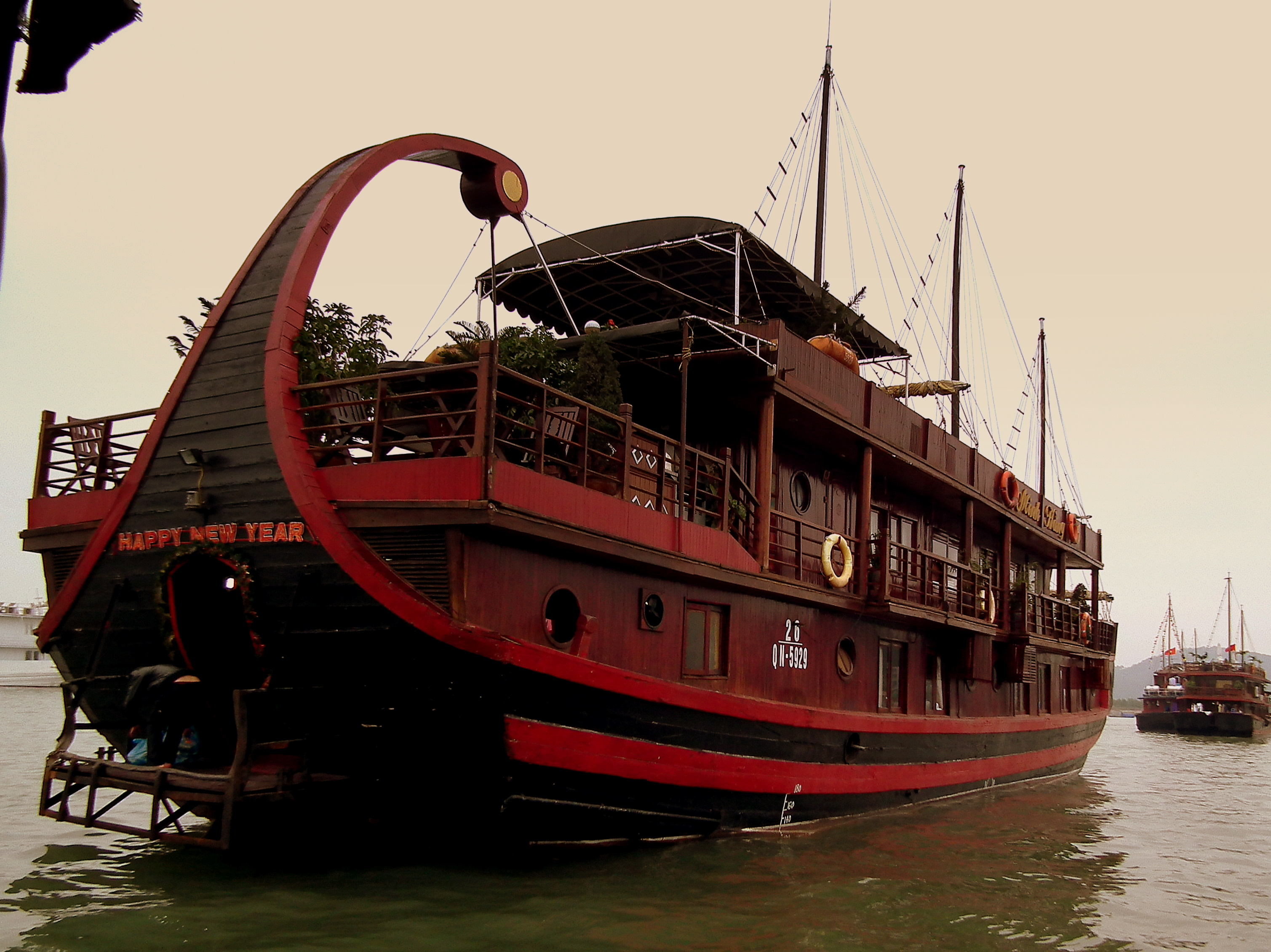
下龍灣
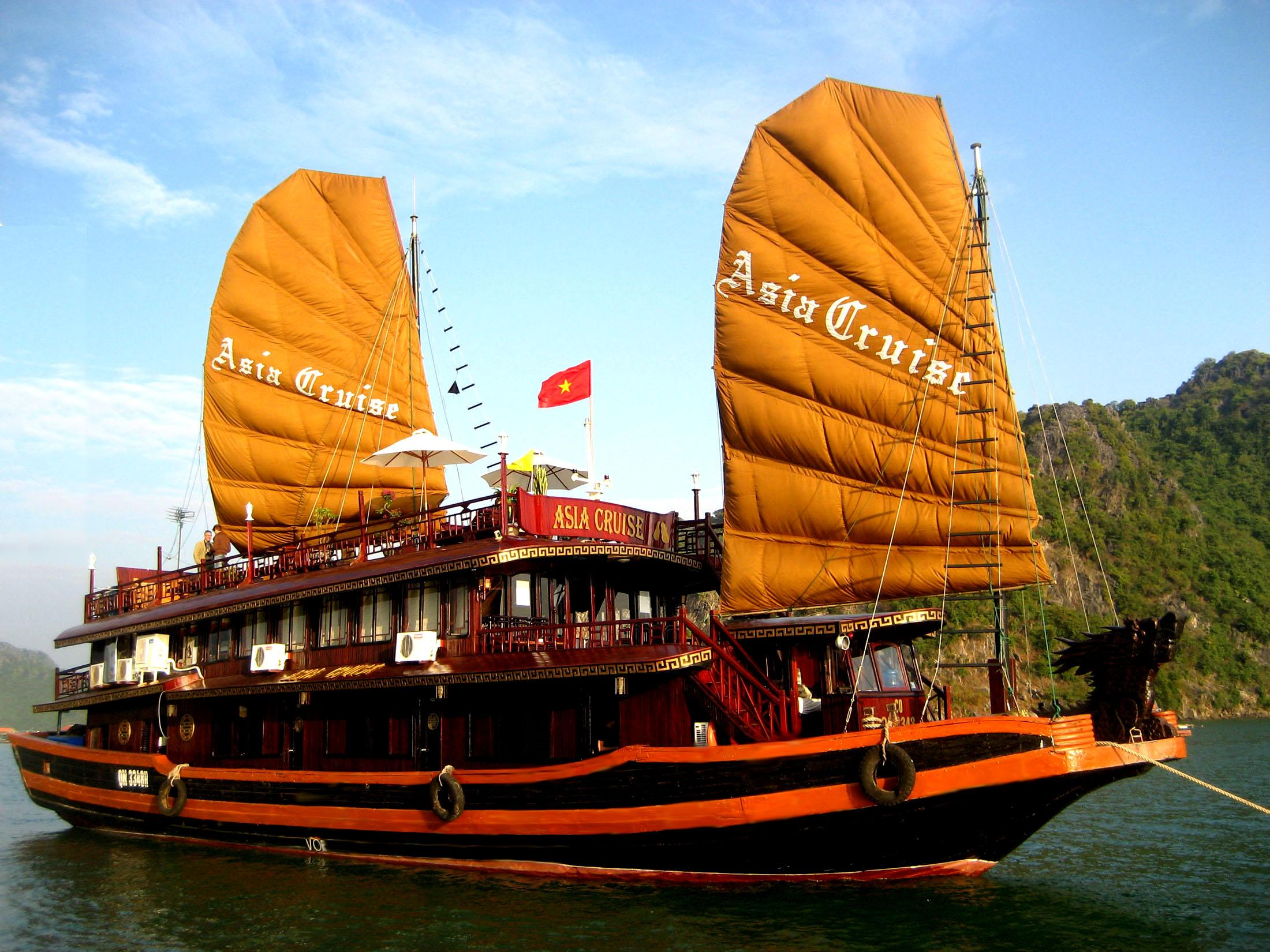
在越南下龍灣的亞洲巡航
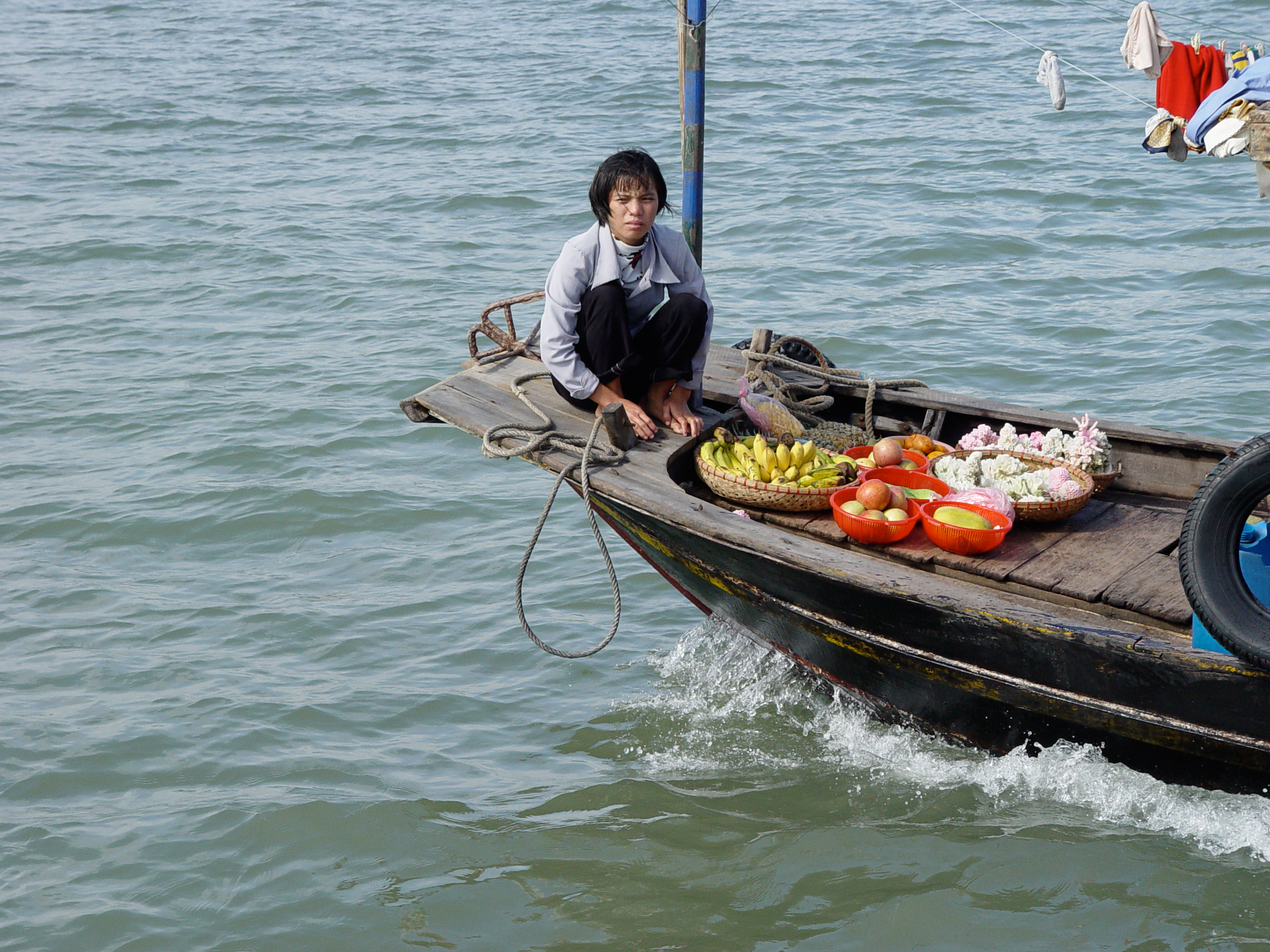
越南下龍灣的小販
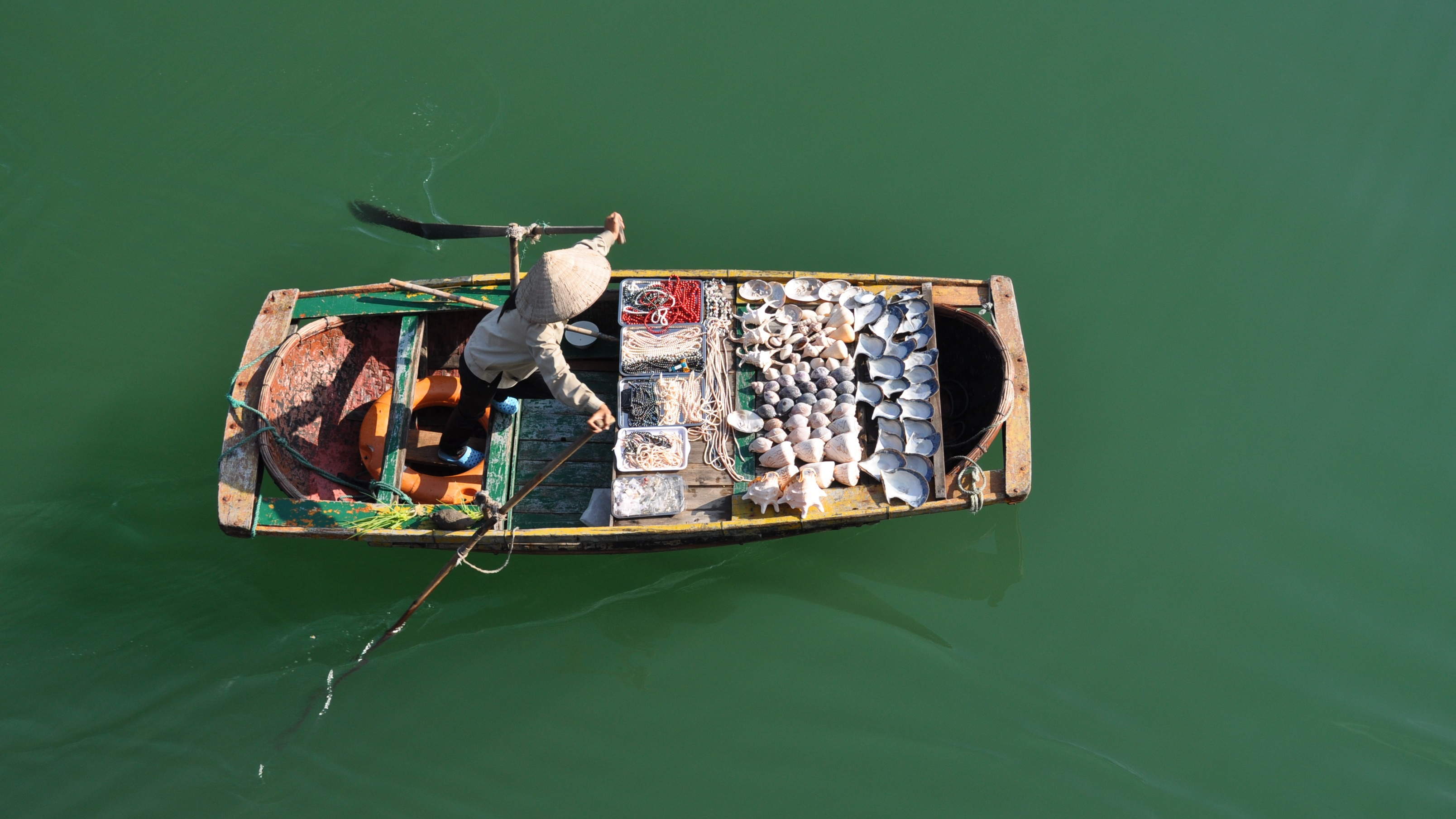
下龍灣的小販艇
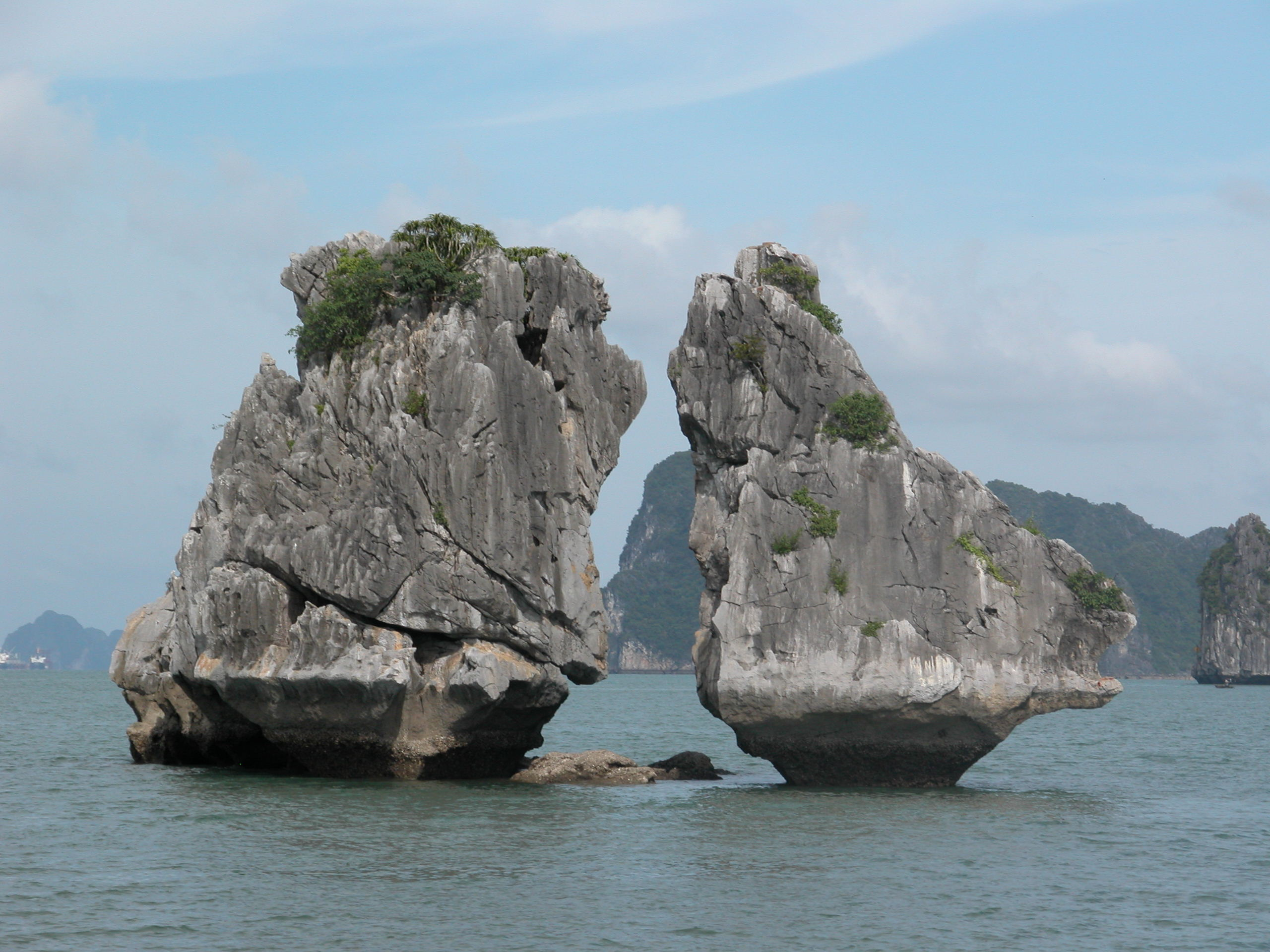
親吻石，遊客也知道其委婉語是「親吻的公雞」
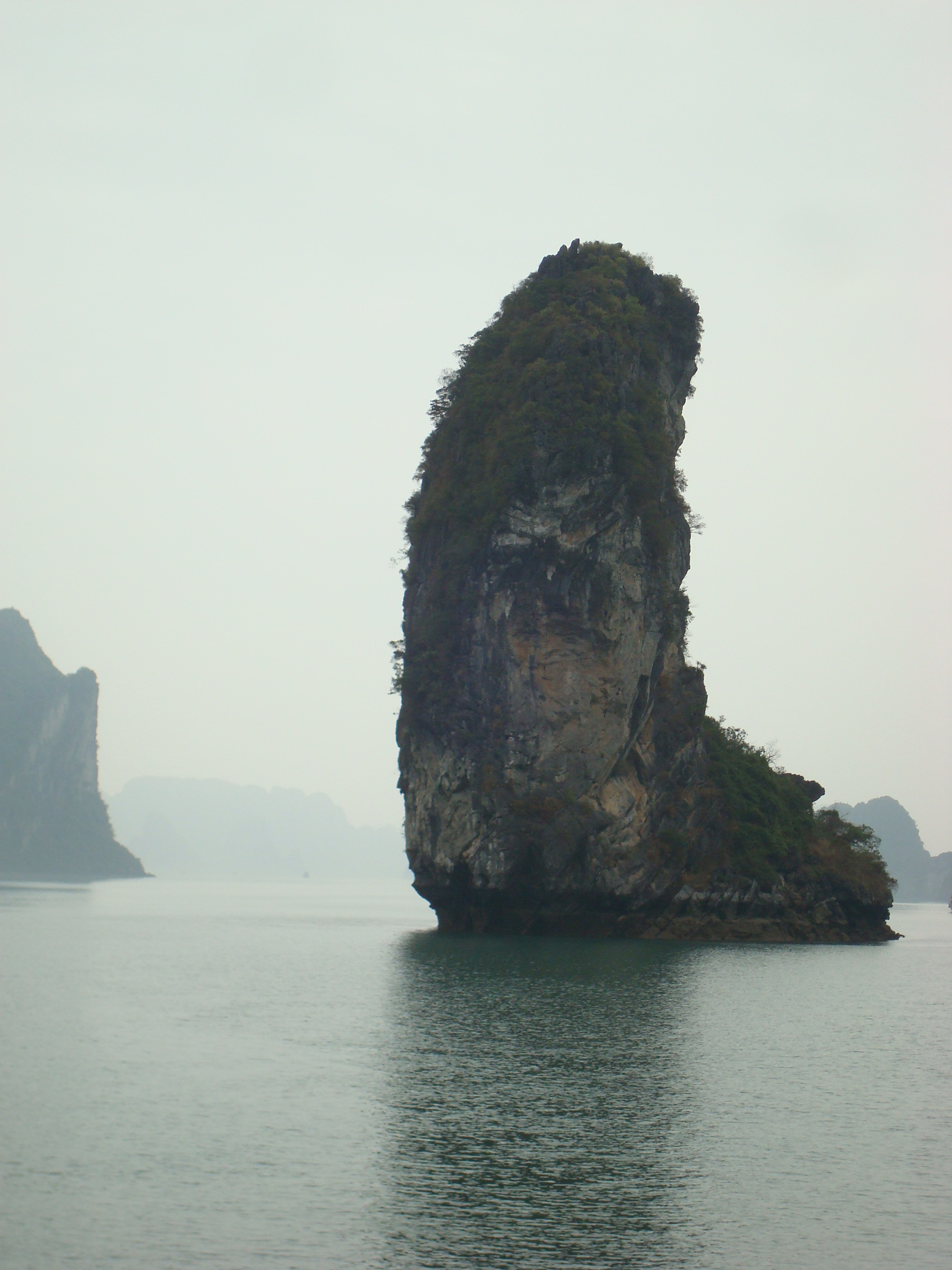
下龍灣
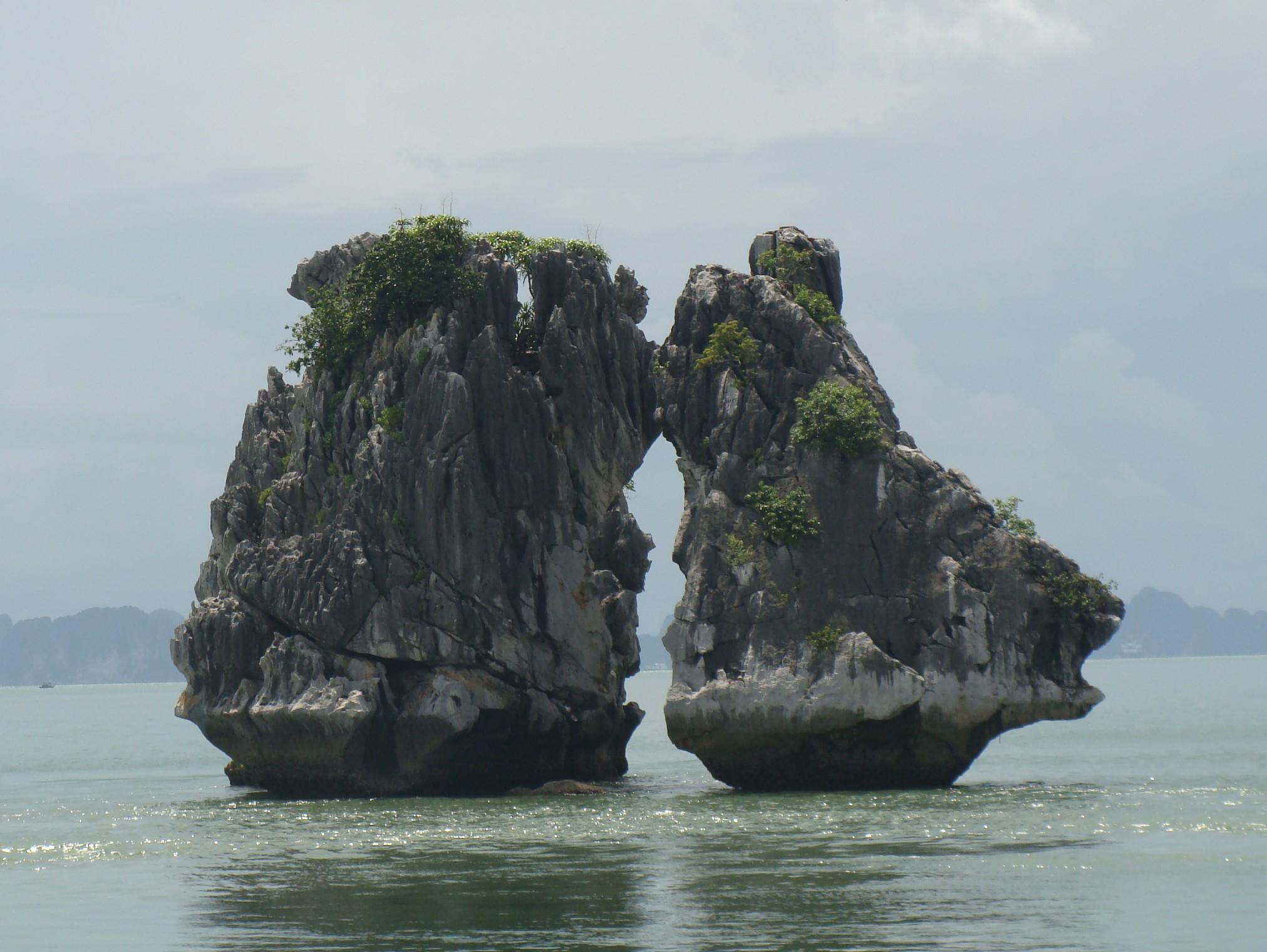
鬥雞石

## 外部連結
- Official website （页面存档备份，存于）
- UNESCO's World Heritage Convention: Hạ Long Bay （页面存档备份，存于）*
- The Emerald Isles of Hạ Long Bay （页面存档备份，存于） at NASA Earth Observatory, May 7, 2022
- Environmental capacity Hạ Long Bay – Bai Tu Long. Publisher: Natural Science and Technology. Hanoi. Editor: Nguyen Khoa Son （页面存档备份，存于）, ISBN 978-604-913-063-2 – in Vietnamese
- Vietnamese Sea and Islands – position Resources, and typical geological and ecological wonders. Publisher Science and Technology. Ha Noi, Editor: Nguyen Khoa Son （页面存档备份，存于）, ISBN 978-604-913-063-2– in Vietnamese

20°54′N 107°12′E / 20.900°N 107.200°E